# Kawkhan
Kawkhan (bulgarisch Кавхан, manchmal auch Kap-khan, altgriechisch καυκάνος, καπχάνης, κοπχάνων) war ein Titel hoher mittelalterlicher, protobulgarischer Würdenträger. 

## Rolle
Der Kawkhan war der zweite Mann im bulgarischen Staat, nach dem Khan (später Knjaz und Zar) und vor dem Itschirgu-Boil, und er besaß erhebliche Macht, Befugnisse und Rechte. So war er nicht nur Oberster Befehlshaber des Heeres, sondern nahm auch außenpolitische Aufgaben wahr. Einige Kawkhane schlossen Friedensverträge zwischen dem Bulgarischen und dem Byzantinischen Reich. Bis zur Volljährigkeit minderjähriger Herrscher agierten sie als Oberster Regent. Sie waren Mitglieder des Boljaren-Rates und wichtiger Berater des Khans. Einige Forscher nennen im Zusammenhang mit dem Kawkhan auch Ämter wie Oberster Magistrat, Oberster Richter und Stellvertreter des Khans.

## Herkunft
Zum ersten Mal wird der Titel „Kawkhan“ in den alttürkischen Orchon-Inschriften erwähnt, die in der nördlichen Mongolei gefunden wurden. Einen Kawkhan soll es auch bei den Awaren gegeben haben. Ramstedt geht von einer chinesischen Herkunft des Titels aus und deutet kap-kwan als „erster Beamter im Staate“.
Im ersten Bulgarischen Reich geht der Titel auf eine von Khan Kubrat im 7. Jahrhundert vollzogene Reform des Großbulgarischen Reichs zurück.